# Nazario Montero Madrazo
Nazario Montero Madrazo (Madrid, 1883-Orense, 1963) fue un pintor español, el último de la conocida estirpe de pintores de la familia Madrazo, fiel a un estilo academicista y de preciso dibujo.

## Historia
Hijo de Carmen Madrazo y de Nazario Montero Canga Argüelles; nieto de Fernando Madrazo Kuntz (hermano de Federico de Madrazo), bisnieto de José Madrazo (el primero de la estirpe) nació el 4 de febrero del año 1883 en Madrid. Era también sobrino de Mariano Fortuny, que había contraído matrimonio con Cecilia de Madrazo.
Desde su más temprana infancia se inició en el arte de la pintura, tutelado por su tío abuelo Federico de Madrazo, cuyos estudios en Madrid frecuentaba en sus primeros años. Cursó posteriormente la carrera de Bellas Artes en la Real Academia de San Fernando, logrando el premio extraordinario de fin de carrera.
Se licenció también en Derecho, llegando a ser secretario general del Tribunal de Cuentas, cargo que ejercitó durante su vida, compaginándolo con la pintura.

## Obra
Reconocido retratista de la escuela realista de los Madrazo, Sorolla y Fortuny, en 1924, siendo todavía un pintor desconocido, concurrió a la Exposición Nacional de Bellas Artes con un retrato masculino que el crítico del diario ABC calificaba de «admirable», pintado «con tan intenso espíritu y de tal fuerza y maestría que no comprendemos cómo su autor ha permanecido hasta ahora en el anónimo». Además del retrato cultivó la pintura realista-costumbrista en escenas de gitanas, estampas marroquíes, retratos de campesinas y escenas de bañistas. Fue un gran pintor de desnudos, cultivando tanto el óleo, el dibujo y la acuarela, de la que fue un excelente especialista.
Poco amigo de exposiciones, concurrió ocasionalmente a las exposiciones nacionales de Bellas Artes, a los salones de otoño de 1924 a 1945 y a la Exposición Nacional del Círculo de Bellas Artes en 1930, 1934 y años posteriores con críticas por lo general elogiosas.
Perteneció a la Asociación de Acuarelistas de Madrid, fundada por Plácido Francés a la que pertenecían, entre otros, Miguel Velasco Aguirre y Juan Francés Mexía, este último hijo del fundador. Gómez Acebo, en unión con Francisco Andrada y Felipe Trigo, fundan el 29 de noviembre de 1944 la Agrupación Española de Acuarelistas. Se gestó en el café El Gato Negro, contando con once miembros más en esta fase de su fundación: Luis Butler, Julio Condo, Francisco Esteve Botey, Alfonso de Figueroa, Juan y Plácido Francés, Ángeles López Roberts, Raimundo de Miguel, Carlos Moreno y Miguel Velasco. La asociación se reunía en la calle Alcalá y Nazario Montero Madrazo, como integrante de la misma, expuso en ella sus obras de acuarela.
Usualmente realizaba sus trabajos por encargo, por lo que su obra era comprada generalmente por particulares y organismos públicos.
Retratos suyos cuelgan en la sala capitular de la Catedral de Santa María de Toledo (retrato del cardenal Isidro Gomá), las paredes del Congreso de los Diputados (Retrato del Excmo. Sr. D. Alejandro Pidal), en la Embajada de Alemania (Retrato del Kaiser Guillermo II), en el Ministerio de Educación (Retrato de D. Elías Tormo), en el Cuartel General del Ejército (Retrato del General Ibáñez Martín), Ministerio de Trabajo (Retrato del Sr. Cañal), la Escuela Superior del Ejército, Capitanía General de Zaragoza, etc. Destacan sus retratos de grandes personalidades del siglo XX, como el presidente Eisenhower, la reina Isabel II de Inglaterra o el de la reina Fabiola de Bélgica pintado por encargo del Ministerio de Asuntos Exteriores en 1960, con motivo de su enlace matrimonial (Cristóbal Balenciaga Museoa).
La mayoría de su vasta obra continúa en manos de sus descendientes y particulares.
Murió en agosto del año 1963 en la ciudad de Orense